# Lena Wechner
 Lena Wechner, née le 4 août 2000, est une  skieuse alpine autrichienne.

## Biographie
Début mars 2021 à Bansko elle devient championne du monde juniors de super G. 
Cette même année elle termine à la 6e place du classement général de la Coupe d'Europe de descente. Elle est Championne d'Autriche 2021 en super G.
L'année suivante, avec 5 tops-5 en descente de Coupe d'Europe en 2021-2022, elle se classe au 5e rang de la Coupe d'Europe de descente.
Fin 2023, elle marque ses premiers points en coupe du monde avec comme meilleur résultat de la saison une 18e place dans le super G de Val d'Isère le 17 décembre 2023. Le 9 avril 2024, elle est sacrée championne d'Autriche de descente à Reiteralm.

## Palmarès

### Coupe du monde
- 13 départs en descente et super G

- Meilleur classement au Général : 95e en 2023-2024 avec 27 points
- Meilleur classement de super G : 40e en 2023-2024 avec 24 points
- Meilleur classement de descente : 49e en 2023-2024 avec 3 points

- Meilleur résultat sur une épreuve de super G : 18e à Val d'Isère le 17 décembre 2023
- Meilleur résultat sur une épreuve de descente : 29e à Altenmarkt le 13 janvier 2024

#### Classements
| Saison / Épreuve | Saison / Épreuve | Général | Général | Descente | Descente | Super G | Super G | Géant  | Géant  | Slalom | Slalom | Combiné | Combiné |
| ---------------- | ---------------- | ------- | ------- | -------- | -------- | ------- | ------- | ------ | ------ | ------ | ------ | ------- | ------- |
| Saison / Épreuve | Saison / Épreuve | Class.  | Points  | Class.   | Points   | Class.  | Points  | Class. | Points | Class. | Points | Class.  | Points  |
| 2024             | 2024             | 95e     | 27      | 49e      | 3        | 40e     | 24      | -      | -      | -      | -      | -       | -       |

### Championnats du monde juniors
| Épreuve / Édition    | Descente | Super G | Slalom géant | Slalom  | Combiné | Team event |
| Mondiaux 2020 Narvik | 18e      | 14e     | -            | annulé  | Abandon | annulée    |
| Mondiaux 2021 Bansko | annulée  | Or      | Abandon      | Abandon | annulé  | annulé     |

### Coupe d'Europe
- 19 tops-10 dont 2 podiums

#### Classements
| Saison / Épreuve | Saison / Épreuve | Général | Général | Descente | Descente | Super G | Super G | Slalom géant | Slalom géant | Slalom | Slalom | Combiné | Combiné |
| ---------------- | ---------------- | ------- | ------- | -------- | -------- | ------- | ------- | ------------ | ------------ | ------ | ------ | ------- | ------- |
| Saison / Épreuve | Saison / Épreuve | Class.  | Points  | Class.   | Points   | Class.  | Points  | Class.       | Points       | Class. | Points | Class.  | Points  |
| 2020             | 2020             | 170e    | 6       | -        | -        | 69e     | 6       | -            | -            | -      | -      | -       | -       |
| 2021             | 2021             | 49e     | 143     | 6e       | 95       | 20e     | 48      | -            | -            | -      | -      | -       | -       |
| 2022             | 2022             | 12e     | 388     | 5e       | 295      | 11e     | 93      | -            | -            | -      | -      | -       | -       |
| 2023             | 2023             | 20e     | 397     | 8e       | 205      | 11e     | 183     | 61e          | 9            | -      | -      | -       | -       |